# Menedeu
Menedeu o Menèdat (en llatí Menedaeus o Menedatus, en grec antic Μενεδαῖος, Μενέδατος) fou un militar espartà, un dels tres comandants de la força espartana enviada en ajut d'Etòlia per sotmetre Naupacte l'any 426 aC. La ciutat va ser salvada per l'atenenc Demòstenes amb ajut dels acarnanis.
El mateix any va dirigir amb els seus col·legues l'expedició contra Argos d'Amfilòquia i a la mort dels seus companys Euríloc i Macari a la batalla d'Olpes (Olpae) va signar amb Demòstenes i els generals acarnanis un tractat secret pel qual es podia retirar sa i estalvi amb les seves forces, abandonat als seus aliats d'Ambràcia a la seva sort, segons diu Tucídides.